# Kohlhiesels Töchter (1962)

Liselotte Pulver bei den Dreharbeiten zum Film
Foto: Hans Gerber, Comet Photo, Bildarchiv ETH-Bibliothek Zürich, 1962

Kohlhiesels Töchter ist die 1962 entstandene fünfte und erfolgreichste Verfilmung des gleichnamigen Bauernschwanks. Regie führte Axel von Ambesser. In der Titelrolle ist Liselotte Pulver zu sehen, die in einer Doppelrolle die Zwillingsschwestern Liesel und Susi verkörpert. Die weiteren Hauptrollen sind mit Helmut Schmid, Dietmar Schönherr, Peter Vogel und Heinrich Gretler besetzt.

## Handlung
In München erschwindelt sich Student Günther ein Essen in einer Hotelfachschule und lernt dabei die reizende Liesel kennen. Günther erfährt, dass Liesel die Tochter des Gasthofbesitzers Kohlhiesel im abgelegenen Örtchen Hinterflüh im Berner Oberland ist. Währenddessen kehrt Liesel in ihren Heimatort zurück, wo ihr Freund Toni bereits am Bahnhof mit Blumen auf sie wartet. Toni möchte Liesel so schnell wie möglich heiraten. Liesels Mutter hat jedoch auf dem Sterbebett verfügt, dass sie erst heiraten darf, wenn ihre Zwillingsschwester Susi unter der Haube ist.
Susi wirkt mit ihrem schlampigen Aussehen wenig attraktiv, zudem vertreibt sie mit ihrer rüden Art rasch jeden Mann. Nacheinander nehmen Kellner Fritz und Knecht Sepp Reißaus, so dass wieder einmal Ersatz gefunden werden muss. Unterdessen gibt Vater Kohlhiesel eine Kontaktanzeige auf, jedoch ohne seine unwirsche Tochter darüber zu informieren. Diese wiederum schaltet ohne Wissen ihres Vaters ein Inserat, in dem sie einen neuen Knecht sucht, der zugleich als Kellner herhalten soll. 
Mehrere Bewerber werden aufgrund der Heiratsannonce vorstellig, geraten aber zunächst an Susi, die sie für Arbeitssuchende hält und den Stadtmenschen Rolf auswählt. Dieser nimmt die Stellung an, in der Hoffnung, Susi und vor allem deren reiche Mitgift für sich gewinnen zu können. Auch Günther ist inzwischen im Gasthof angekommen und nimmt eine Stellung als Kellner an. Susi bemerkt derweil, dass es Rolf nur auf ihre Aussteuer abgesehen hat, und nimmt ihn deshalb besonders hart ran. Günther verliebt sich währenddessen in Liesel. Als er erfährt, dass Toni und Liesel einander versprochen sind, ersinnt er einen Plan. Danach soll Toni zum Schein die Susi heiraten und Günther kümmert sich so lange um Liesel, bis Susi und Toni wieder geschieden sind. Widerstrebend willigt Toni ein.
Nach der Hochzeit muss Susi alleine die Nacht im Ehebett verbringen, während sich Toni betrinkt. Am nächsten Morgen zerschlägt er das Mobiliar. Susi wendet sich verzweifelt an ihre Schwester, die ihr erklärt, dass sie sich äußerlich verändern muss. So verwandelt sich Susi in eine reizende Frau, in die sich Toni sofort verliebt. Toni wendet sich an Günther und bittet ihn, Liesel zu heiraten. In der Schlussszene treten die beiden Schwestern in gleicher Aufmachung vor die Männer, so dass Günther und Toni nicht mehr wissen, wer die Liesel und wer die Susi ist.

## Produktion

### Produktionsnotizen
Produziert wurde der Film von der Kurt Ulrich Film GmbH (Berlin) sowie Cinestudia (Chur). Die Herstellungsleitung hatten Heinz Willeg und Alfred Bittins inne, die Aufnahmeleitung Bruno Michalk. 
Die Dreharbeiten fanden im Zeitraum 6. Oktober 1962 bis 15. November 1962 in den CCC-Ateliers in Berlin-Spandau, in der Gemeinde  Zwieselberg (Berner Oberland) und am Bahnhof von Faulensee statt. Das Bauernhaus in Zwieselberg (heute ein Ortsteil von Reutigen), das im Film als Gasthaus diente, ist auch heute noch vorhanden. Es befindet sich in der Straße Farnern 18 und wird von der Familie Moser bewohnt.

### Hintergrund
Axel von Ambesser verlegte seine Version von Hanns Krälys Bauernschwank von Bayern in die Schweiz. Die unsympathische Liesel aus dem Originalstück heißt nun Susi. Die sympathische Schwester, die im Originalstück Gretel genannt wird, heißt in dieser Version Liesel. Des Weiteren gab von Ambesser seinen Stars Liselotte Pulver und Helmut Schmid die Gelegenheit zu singen. Von Liselotte Pulver gibt es das Lied „Jedes Töpfchen find sein Deckelchen“ und von Helmut Schmid das Lied „Die Susi“ zu hören.

### Prüfung, Veröffentlichung
Der Erstverleih des Films lag bei der Nora Filmverleih GmbH & Co. KG (München). Nachdem der Film am 14. Dezember 1962 unter der FSK-Prüfnummer 29464 ab 6 Jahren freigegeben wurde, hatte er am 21. Dezember 1962 in Köln im Kino am Hahnentor Premiere. Der englische Titel lautet Kohlhiesel’s Daughters.
Der Film wurde erstmals von Kinowelt Home Entertainment am 9. März 2004 auf DVD veröffentlicht. Eine weitere Veröffentlichung von Kinowelt gab es am 7. November 2008 unter dem Übertitel „Ein Wiedersehen mit Lilo Pulver“ und eine weitere Veröffentlichung von Studiocanal am 17. Februar 2011 innerhalb der Reihe „Ein Stück Heimat zum Sammeln“ inklusive Blechschild des Kinoplakats. Am 20. Oktober 2017 wurde der Film von Alive innerhalb der Reihe „Juwelen der Filmgeschichte“ herausgegeben. In dieser Version ist ein Booklet mit Hintergrundinformationen enthalten.
In der Deutschen Demokratischen Republik kam der Film nicht ins Kino, wurde aber am 18. November 1987 erstmals im II. Programm des DDR-Fernsehens ausgestrahlt, wo er bei der Abstimmung zum „Film Ihrer Wahl“ Erstplatzierter geworden war. Im ZDF war der Film erstmals am 16. Oktober 1973 zu sehen, im Programm der ARD am 15. Mai 1981.

## Rezeption

### Kritik
„Der klassische Schwank von den ungleichen Schwestern, die mit List und Einfalt ihre Liebhaber und Mitgiftjäger nasführen, in einer geschmacksunsicheren Neuverfilmung, die auch durch Liselotte Pulver in der Doppelrolle keinen echten Humor gewinnt.“

Der Kritiker Falk Schwarz meinte: „Peinlich, peinlich – wie sich der Günther (Dietmar Schönherr) da in den Kochwettbewerb schleicht, Dämlichkeiten von sich gibt […], der verwunderten Liesel die Teller lässig hinreicht […] und sich als Schnorrer und arroganter Nassauer zu erkennen gibt.“ Der Zuschauer ahne, warum der Günther so gezeigt werde, nämlich „damit seine Wirkung umso erstaunlicher“ werde. Regisseur Axel von Ambesser „hack[e] grobe Klötze, wenn er diese alte Geschichte neu“ auflege. Der Produzent des Films griff nach Meinung des Kritikers auf diesen Stoff, den er bereits einmal „unter dem einfallsreichen Titel Ja, ja, die Liebe in Tirol“ hatte verfilmen lassen, zurück, weil ihm nichts mehr eingefallen sei, sodass er auf einen alten Erfolg zurückgegriffen habe. Der „ansonsten witzige Kabarettist Eckart Hachfeld“ habe die Story „in ein Drehbuchkorsett“ gezwängt. „Aber, hach, es geling[e] nicht“. Schwarz stellte die Frage in den Raum, „was ein Kurt Hoffmann aus ‚seiner Pulver‘ herausgeholt“ hätte.

### Ausgaben, Einspielergebnis
Die Herstellungskosten des Films lagen bei circa 973.000 DM. Der Film spielte 1.785.000 DM ein, was einen Gewinn von 812.000 DM bedeutete.

### Auszeichnungen
1964 wurde Kohlhiesels Töchter mit der Goldenen Leinwand ausgezeichnet.